# Manilkara

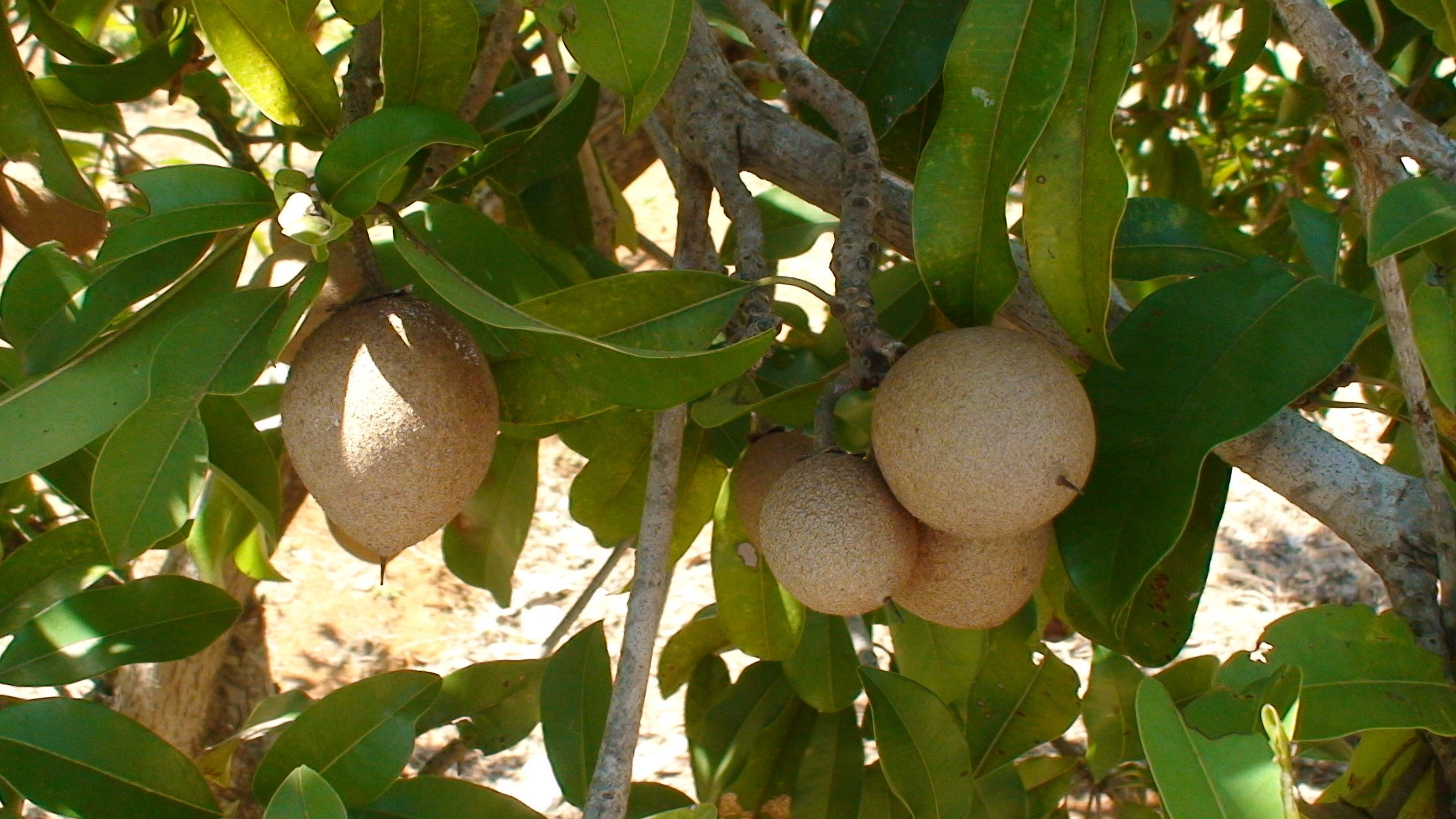
Manilkara zapota a Tamil Nadu, Índia.

Manilkara és un gènere de plantes amb flor de la família Sapotaceae.

## Característiques
Totes les espècies són arbres que sovint tenen importància en llurs propis ecosistemes.
Les fruites són una font d'aliment per a moltes espècies d'ocells i de certs rats penats, com el Stenoderma rufum.
Algunes espècies són apreciades pel fruit, com la sapodella (M. zapota), d'altres pel làtex, com M. chicle, molt important en la fabricació del xiclet i, en general, totes per la fusta.
M. hexandra és la flor oficial de la província de Prachuap Khiri Khan a Tailàndia. Moltes espècies es troben en perill d'extinció a causa de la sobreexplotació i destrucció de l'hàbitat, com M. gonavensis a Haití i M. spectabilis a Costa Rica.

## Taxonomia
- Manilkara adolfo-friederici (Engl. & K.Krause) H.J.Lam
- Manilkara altissima (Engl.) H.J.Lam
- Manilkara amazonica (Huber) Standl.
- Manilkara angolensis Lecomte ex Pellegr.
- Manilkara argentea Pierre ex Dubard
- Manilkara aubrevillei Sillans
- Manilkara balata (Aubl.) Dubard
- Manilkara bella Monach.
- Manilkara bequaertii (De Wild.) H.J.Lam
- Manilkara bidentata (A.DC.) A.Chev. *– Balatá, Ausubo o Massaranduba
- Manilkara boivinii Aubrév.
- Manilkara bojeri (A.DC.) H.J.Lam
- Manilkara bolivarensis T.D.Penn.
- Manilkara breviloba Gilly
- Manilkara butugi Chiov.
- Manilkara calcicola (Pittier) Gilly
- Manilkara calderonii Gilly
- Manilkara calophylloides H.J.Lam
- Manilkara capuronii Aubrév.
- Manilkara casteelsii (De Wild.) H.J.Lam
- Manilkara cavalcantei Pires & Rodrigues ex T.D.Penn.
- Manilkara chicle (Pittier) Gilly *– xiclet
- Manilkara concolor (Harv. ex C.H.Wr.) Gerstn.
- Manilkara celebica H.J.Lam
- Manilkara conzattii Gilly
- Manilkara cordifolia P.Royen
- Manilkara costata Dubard
- Manilkara cuneifolia Dubard
- Manilkara dardanoi Ducke
- Manilkara darienensis (Pittier) Standl.
- Manilkara dawei (Stapf) Chiov.
- Manilkara decrescens T.D.Penn
- Manilkara discolor (Sond.) J.H.Hemsl.
- Manilkara dissecta Dubard
- Manilkara doeringii (Engl. & K.Krause) H.J.Lam
- Manilkara duckei Monach.
- Manilkara dukensis (Engl. & K.Krause) H.J.Lam
- Manilkara duplicata (Sessé & Moc.) Dubard
- Manilkara eickii (Engl.) H.J.Lam
- Manilkara elata (Allemão ex Miq.) Monach.
- Manilkara excelsa (Ducke) Standl.
- Manilkara excisa (Urb.) H.J.Lam
- Manilkara fasciculata (Warb.) H.J.Lam & Maas Geester.
- Manilkara fischeri (Engl.) H.J.Lam
- Manilkara floribunda (Mart.) Dubard
- Manilkara fouilloyana Aubrév. & Pellegr.
- Manilkara frondosa (Hiern) H.J.Lam
- Manilkara gaumeri Gilly
- Manilkara gonavensis (Urb. & Ekman) Gilly ex Cronquist
- Manilkara grisebachii (Pierre) Dubard
- Manilkara guillotii (Hochr.) H.J.Lam
- Manilkara hexandra (Roxb.) Dubard *– Palai, Palu o Rayan
- Manilkara hoshinoi (Kaneh.) P.Royen
- Manilkara howardii Gilly
- Manilkara huberi (Ducke) A.Chev.
- Manilkara ilendensis (Engl.) H.J.Lam
- Manilkara inundata (Ducke) Ducke ex Monach.
- Manilkara jaimiqui (C.Wright) Dubard *–
- Manilkara kanosiensis H.J.Lam & B.Meeuse *– Torem o Sawai
- Manilkara kauki (L.) Dubard *– Caqui o Wongi
- Manilkara koechlinii Aubrév. & Pellegr.
- Manilkara kribensis (Engl.) H.J.Lam
- Manilkara kurziana H.J.Lam & B.Meeuse
- Manilkara lacera Dubard
- Manilkara laciniata (Lecomte) P.Royen
- Manilkara letestui Aubrév. & Pellegr.
- Manilkara letouzei Aubrév.
- Manilkara littoralis Dubard
- Manilkara longiciliata Ducke
- Manilkara longifolia (A.DC.) Dubard
- Manilkara longistyla (De Wild.) C.M.Evrard
- Manilkara lososiana Kenfack & Ewango
- Manilkara mabokeensis Aubrév.
- Manilkara macaulayae (Hutch. & Corbishly) H.J.Lam
- Manilkara maclaudii Pierre ex Lecomte
- Manilkara matanou Aubrév. & Pellegr.
- Manilkara maxima T.D.Penn
- Manilkara mayarensis (Ekman ex Urb.) Cronquist
- Manilkara menyhartii (Engl.) H.J.Lam
- Manilkara meridionalis Gilly
- Manilkara microphylla Aubrév. & Pellegr.
- Manilkara mochisia (Bak.) Dubard
- Manilkara multifida T.D.Penn
- Manilkara multinervis Dubard
- Manilkara napali P.Royen
- Manilkara natalensis Dubard
- Manilkara nato-lahyensis P.Royen
- Manilkara nicholsonii A.E.van Wyk
- Manilkara nitida (Sessé & Moc.) Dubard
- Manilkara obovata (Sabine & G.Don) J.H.Hemsl. *– pera africana
- Manilkara pancheri Dubard
- Manilkara paraensis (Huber) Standl.
- Manilkara pleeana (Pierre ex Baill.) Cronquist
- Manilkara pellegriniana Tisserant & Sillans
- Manilkara perrieri Aubrév.
- Manilkara pobeguinii Pierre ex Dubard
- Manilkara propinqua (S.Moore) H.J.Lam
- Manilkara pubicarpa Monach.
- Manilkara remotifolia Pierre ex Dubard
- Manilkara rojasii Gilly
- Manilkara roxburghiana (Wight) Dubard
- Manilkara rufula (Miq.) H.J.Lam
- Manilkara sahafarensis Aubrév.
- Manilkara salzmannii (A.DC.) H.J.Lam
- Manilkara samoensis H.J.Lam & B.Meeuse
- Manilkara schweinfurthii Dubard
- Manilkara seretii (De Wild.) H.J.Lam
- Manilkara sideroxylon (Hook.) Dubard
- Manilkara siqueiraei Ducke
- Manilkara smithiana H.J.Lam & Maas Geester.
- Manilkara sohihy Aubrév.
- Manilkara spectabilis (Pittier) Standl.
- Manilkara spiculosa (Hutch. & Corbishly) H.J.Lam
- Manilkara staminodella Gilly
- Manilkara striata Gilly
- Manilkara suarezensis Aubrév.
- Manilkara subsericea (Mart.) Dubard
- Manilkara sulcata Dubard
- Manilkara surinamensis (Miq.) Dubard
- Manilkara sylvestris Aubrév. & Pellegr.
- Manilkara tabogaensis Gilly
- Manilkara tampoloensis Aubrév.
- Manilkara teysmanni Dubard
- Manilkara thouvenotii (Lecomte) P.Royen
- Manilkara triflora (Allemão) Monach.
- Manilkara udoido Kaneh.
- Manilkara umbraculigera (Hutch. & Corbishly) H.J.Lam
- Manilkara valenzuelana (A.Rich.) T.D.Penn.
- Manilkara vitiensis (H.J.Lam & v.Olden) B.Meeuse
- Manilkara welwitschii Dubard
- Manilkara williamsii Standl.
- Manilkara wrightiana (Pierre) Dubard
- Manilkara zanzibarensis Dubard
- Manilkara zapota (L.) P.Royen *– Sapodella, Sapota, Sapoti o Dilly (Bahamas), Naseberry (Carib), Chico, Chiku, Ciku, Snake fruit, Níspero, Nipero, Mespel
- Manilkara zenkeri Lecomte ex Aubrév. & Pellegr.[4][5][6]